# Plight
Plight est une installation artistique réalisée par Joseph Beuys en 1985. Il s'agit d'une pièce lourdement tapissée de feutre au milieu de laquelle se trouve un piano à queue dont le couvercle est fermé. Elle fait partie des collections du musée national d'Art moderne à Paris et est conservée au Centre national d'art et de culture Georges-Pompidou.